# Dhondtiscus trochus
Dhondtiscus trochus är en mossdjursart som beskrevs av Gordon 1989. Dhondtiscus trochus ingår i släktet Dhondtiscus och familjen Dhondtiscidae. Inga underarter finns listade i Catalogue of Life.